# 二番煎じ (落語)
二番煎じ（にばんせんじ）は、古典落語の演目の1つ。

## 概要
原話は、1690年（元禄3年）に江戸で出版された小咄本『鹿の子ばなし』の「花見の薬」。これが同時期に上方で改作され、『軽口はなし』の「煎じやう常の如く」になり、冬の夜回りの話となった。はじめは上方落語の演目として成立した。東京へは大正時代に五代目三遊亭圓生が移したといわれる。
桂宗助の高座名はこの演目の登場人物の名に由来する。

## 主な演者

### 物故者
- 初代桂春團治
- 二代目桂春團治
- 二代目露の五郎兵衛
- 六代目春風亭柳橋
- 八代目三笑亭可楽
- 三代目三遊亭小圓朝

### 現役
- 六代目五街道雲助

## あらすじ
ある冬の晩、番太が年末休みのため（東京では「番太だけでは心もとない」というので）、防火のための夜回りを町内の旦那衆が代わりに行うことになった。
厳しい寒さに耐えながら夜回りをした一同は番小屋で火鉢を囲んで暖をとる。ある者は酒を持ち込み、ある者は猪の肉と鍋を持ち込み、即席の酒宴が始まる。
その時、番小屋を管轄している廻り方同心が小屋の様子を見に来る。旦那衆のひとりが火鉢の上に座って鍋を隠すが、酒は隠しきれない。旦那衆のひとりが「これは酒ではなく煎じ薬だ」と言うと、同心は「身共もここのところ風邪気味じゃ」と言って湯飲みを口にする。酒だと気づいた同心だがそのことは言わず、「うむ、結構な薬だ」とおかわりを所望し、鍋も目ざとく見つけて平らげてしまう。旦那衆が「もう煎じ薬がありません」と告げると、同心は「では拙者が町内をひと回りしてまいるので、その間、二番を煎じておけ」

## バリエーション
- 「宗助」は、ラストシーンにおいて同心の矢面に立たされる人物であることは共通しているが、役割や登場頻度は演者によって異なる。
- 東京では「見とがめられても薬だと弁解できるように」と、酒をあらかじめ土瓶に移し替える。上方では徳利のまま「ツッコミ」（燗のための広口の平たい土瓶）で温め、同心には「薬のままで番小屋に持ち込むのは縁起が悪いと思って」と弁解する。
- しし鍋の材料は、酒を持ち込んだ男が同時に持参している場合と、各人がめいめいに持参している場合とがある。
- 初代春團治は夜回りのシーンで独自のナンセンスなオノマトペを駆使した。拍子木を打つ音を「カラカッチ、カッチカッチ」、引きずった金棒（錫杖）が犬の糞に当たる音を「ジャラジャラーのズルベチャ」など。
- 夜回りの掛け声の出し方は演者によって様々に変化する。6代目柳橋は浪曲の「河内山宗俊伝」のさわりを聞かせた。3代目古今亭志ん朝は清元節をうなってみせて、商家の主人らしく聞かせる演出をしている。